# Marzena Rola-Łuszczak
Marzena Rola-Łuszczak – polska doktor habilitowany nauk rolniczych, profesor w Państwowym Instytucie Weterynaryjnym – Państwowym Instytucie Badawczym, specjalistka od biotechnologii.

## Kariera naukowa
W 1997 roku na Uniwersytecie Marii Curie-Skłodowskiej w Lublinie uzyskała tytuł magistra biotechnologii. W 1997 roku została zatrudniona w Państwowym Instytucie Weterynaryjnym – Państwowym Instytucie Badawczym, gdzie w 2003 roku uzyskała stopień doktora nauk weterynaryjnych. W 2019 roku ten sam instytut nadał jej stopień doktora habilitowanego nauk rolniczych w dyscyplinie weterynarii na podstawie pracy pt. Badania nad diagnostyką molekularną zakażeń wirusem białaczki oraz zmiennością wirusa.